# Laundry (映画)
『Laundry』（ランドリー）は、森淳一著作の小説（メディアファクトリー刊）、およびそれを原作として製作された映画。2000年「サンダンス・NHK国際映像作家賞 日本部門」受賞作品。
子供の頃の事故で脳に傷害のある青年と心に傷を負った女性の交流を恋愛を交えて描かれている。また、原作・脚本も手掛けた森はこれが初監督作品でもある。2016年には「書店員が選んだもう一度読みたい文庫/泣ける小説部門」で第1位を受賞したことにより、双葉社から復刊された。
キャッチコピーは「こういうの地球では「アイ」っていうんだよ。宇宙ではしらないけどね。」。

## あらすじ
コインランドリーの管理人をしているテルは、水絵という女性の忘れ物を届けるため旅に出る。暗い過去を持つ水絵は、そんなテルの純粋さに触れて心を癒される。やがて2人は奇妙な中年男の家で生活することに。

## キャスト
- テル：窪塚洋介
- 水絵：小雪
- 宮下：田鍋謙一郎
- 杖の老人：村松克己
- 写真おばさん：角替和枝
- 絹江：木野花
- 栞：西村理沙
- 英紀：有吉崇匡
- 刑事：石丸謙二郎
- サリー：内藤剛志